# Michelle Pye
Michelle Pye (Canadá, 27 de septiembre de 1978) es una árbitro canadiense . Se le dio su insignia internacional de la FIFA en 2007. Pye es uno de los siete árbitros internacionales de fútbol en Canadá.